# Chürelchüügijn Bolortujaa
Chürelchüügijn Bolortujaa (mong. Хүрэлхүүгийн Болортуяа; ur. 3 maja 1996) – mongolska zapaśniczka walcząca w stylu wolnym. Olimpijka z Tokio 2020, gdzie zajęła dziesiąte miejsce w kategorii 62 kg. 
Zajęła siódme miejsce na mistrzostwach świata w 2023. Srebrna medalistka mistrzostw Azji w 2021 i brązowa w 2022. 
Wicemistrzyni Azji U-23 w 2019. Trzecia na mistrzostwach Azji kadetów w 2011 i 2013 roku.